# Castronuovo di Sant'Andrea
Castronuovo di Sant'Andrea è un comune italiano di 842 abitanti della provincia di Potenza in Basilicata.

## Geografia fisica
Sorge a 650 m s.l.m. nella parte sud-orientale della provincia.
Confina con i comuni di: Roccanova (5 km), Teana (14 km), Chiaromonte (15 km), Calvera (16 km) e San Chirico Raparo (18 km).

## Origini del nome
Il suo nome ha origini medievali e compare per la prima volta in una pergamena del 1059 afferente al testamento spirituale di Luca II, abate del Monastero dei Santi Elia e Anastasia di Carbone. A tale toponimo si aggiunse, nel 1863, la specificazione "di Sant'Andrea", in onore del suo più illustre cittadino.

## Storia
Secondo una versione storiografica recente, Castronuovo fu edificato dai Romani al tempo delle guerre civili, nel 70 a.C., quando il rivoltoso Spartaco, in concomitanza con la battaglia di Chiaromonte, scese in Lucania per disorientare gli avversari. A questa ipotesi, è stata collegata anche l'origine dei nomi di alcune contrade quali Celomanico, Spadarea e Ardara (quest'ultima nella zona di Roccanova), tutte situate a ridosso del Fosso di Castronuovo. Chi ha provato a ad interpretare letteralmente tali toponimi, ha supposto che i luoghi in questione fossero stati teatro delle battaglie tra Spartaco e i Romani: a Celomanico si tenne una battaglia tra soli arcieri, per la combinazione delle voci greche kelon ("frecce") e machomai ("combattere"); a Spadarea si combatté con le spade, ad Ardarea furono arsi tutti i corpi. Ma nella storiografia antica, non c'è traccia dei movimenti di Spartaco in questa parte della regione e neppure della battaglia di Chiaromonte, frutto di una ricostruzione romanzata, ripresa da Plutarco, descritta in un racconto edito nel 1889. Tuttavia, importanti reperti archeologici rinvenuti nelle contrade di Marcellino e Battifarano, territori adiacenti all'attuale abitato, dimostrano che la zona, tra il VI e il III secolo a. C., era occupata dai romani che qui costruirono delle fortificazioni militari per tenere a bada l'indocile popolazione locale.
La fondazione dell'attuale sito di Castronuovo, sembra essere piuttosto medievale e risalente al periodo delle prime invasioni barbariche (V-VI secolo d. C.), quando la popolazione insediata nelle campagne circostanti occupò l'attuale area del paese sviluppando, per ragioni di sicurezza, il meccanismo dell'arroccamento tipico di altri centri abitati dell'entroterra meridionale.
A partire dall'epoca normanna, il feudo di Castronuovo fu proprietà di diverse famiglie nobili del tempo. Concesso da Bohemondo I a Ugo di Chiaromonte, membro di una delle più influenti famiglie del meridione dell'epoca, rimase proprietà dei suoi successori fino al Quattrocento quando Margherita, l'ultima discendente, lo portò in dote a suo marito Giacomo Sanseverino, Conte di Tricarico. Dai documenti relativi all'attività amministrativa delle terre di proprietà di questa famiglia, si evince che i Sanseverino, negli anni di possesso delle terre di Castello Novo, così come vengono identificate nei suddetti documenti, le subinfeudarono a diversi signori della zona. Nel 1652 furono acquistate all'asta dal Duca Carlo Missanelli che, qualche anno dopo, le cedette alla Certosa di San Nicola di Chiaromonte. Con la soppressione degli ordini religiosi, avvenuta nel 1807, il feudo di Castronuovo fu messo all'asta e acquistato, l'anno dopo, da Gaetano Villano e dal cognato Gianbattista Giura che, nel 1809, ne persero i diritti feudali. Dalle ceneri del feudalesimo, sorse l'attività dell'amministrazione comunale. Gli avvenimenti che hanno segnato la storia del paese riecheggiano, ancora oggi, nelle pietre consumate dal tempo, nei nomi che individuano i tracciati viari dell'abitato antico, in quei luoghi che furono palcoscenico di fatti che sembrano essere vivi nelle memorie di un popolo che ha costruito il suo presente in un contesto ancora intriso di storia.

### Simboli
Lo stemma e il gonfalone del comune di Castronuovo di Sant'Andrea sono stati concessi con decreto del presidente della Repubblica del 13 marzo 2017.
Il gonfalone è un drappo di giallo.

## Monumenti e luoghi di interesse
- Chiesa matrice di Santa Maria della Neve
- Chiesa di Santa Maria della Stella
- Cappella di Sant'Andrea Avellino (casa natale)
- Santuario di Sant'Andrea (contrada Terzo)
- Palazzo Marchesale

## Società

### Evoluzione demografica
Abitanti censiti

## Cultura

### Biblioteche
- Biblioteca Comunale "Alessandro Appella", Palazzo Marchesale

### Musei
- MIG. Museo Internazionale della Grafica, Palazzo Marchesale
- Atelier-Museo "Guido Strazza" per la calcografia, Palazzo dell'antico Municipio
- Atelier-Museo "Kengiro Azuma" per la litografia,  Palazzo dell'antico Municipio
- Atelier-Museo "Giulia Napoleone" per l'incisione,  Palazzo dell'antico Municipio
- Museo Internazionale del Presepio "Vanni Scheiwiller", Rione Manca
- Museo della Vita e delle Opere di Sant'Andrea Avellino, Cappella di San Filippo Neri.

Organizzazioni no profit
• Associazione di volontariato castronovese

## Sport

### Calcio
La squadra di calcio è l'A.C.D. Castronuovo che milita nel girone B lucano di 1ª Categoria.